# Championnats d'Europe pour catégories olympiques de taekwondo 2015
Navigation
Édition suivante
Les championnats d'Europe pour catégories olympiques de taekwondo 2015 ont lieu du 26 au 29 mars 2015 à Naltchik, en Russie. Il s'agit de la première édition des championnats d'Europe pour catégories olympiques de taekwondo.

## Podiums

### Hommes
Le palmarès masculin est le suivant :
| Catégorie              | Or                    | Argent                | Bronze                   |
| ---------------------- | --------------------- | --------------------- | ------------------------ |
| Poids mouches (–58 kg) | Rui Bragança (POR)    | Stepan Dimitrov (MDA) | Ruslan Poiseev (RUS)     |
| Poids mouches (–58 kg) | Rui Bragança (POR)    | Stepan Dimitrov (MDA) | Dylan Chellamootoo (FRA) |
| Poids plume (–68 kg)   | Berkay Akyol (TUR)    | Filip Grgić (CRO)     | Michał Łoniewski (POL)   |
| Poids plume (–68 kg)   | Berkay Akyol (TUR)    | Filip Grgić (CRO)     | Karol Robak (POL)        |
| Poids welters (–80 kg) | Yunus Sarı (TUR)      | Arman Yeremian (ARM)  | Said Ustaev (RUS)        |
| Poids welters (–80 kg) | Yunus Sarı (TUR)      | Arman Yeremian (ARM)  | Albert Gaun (RUS)        |
| Poids lourds (+87 kg)  | Vladislav Larin (RUS) | Radik Isayev (AZE)    | Marko Djuricic (SRB)     |
| Poids lourds (+87 kg)  | Vladislav Larin (RUS) | Radik Isayev (AZE)    | Vedran Golec (CRO)       |

### Femmes
Le palmarès féminin est le suivant :
| Catégorie              | Or                           | Argent                  | Bronze                 |
| ---------------------- | ---------------------------- | ----------------------- | ---------------------- |
| Poids mouches (–49 kg) | Rukiye Yıldırım (TUR)        | Tijana Bogdanović (SRB) | Erica Nicoli (ITA)     |
| Poids mouches (–49 kg) | Rukiye Yıldırım (TUR)        | Tijana Bogdanović (SRB) | Lucija Zaninović (CRO) |
| Poids plumes (–57 kg)  | Nikita Glasnović (SWE)       | Milana Driamova (RUS)   | Despina Pilavaki (CYP) |
| Poids plumes (–57 kg)  | Nikita Glasnović (SWE)       | Milana Driamova (RUS)   | Julia Volkova (RUS)    |
| Poids welters (–67 kg) | Anastasia Baryshnikova (RUS) | Elin Johansson (SWE)    | Marina Sumić (CRO)     |
| Poids welters (–67 kg) | Anastasia Baryshnikova (RUS) | Elin Johansson (SWE)    | Arina Zhivotkova (RUS) |
| Poids lourds (+67 kg)  | Nafia Kuş (TUR)              | Iva Radoš (CRO)         | Tina Røe Skaar (NOR)   |
| Poids lourds (+67 kg)  | Nafia Kuş (TUR)              | Iva Radoš (CRO)         | Maryna Konieva (UKR)   |

## Tableau des médailles
| Rang  | Nation      | Or | Argent | Bronze | Total |
| ----- | ----------- | -- | ------ | ------ | ----- |
| 1     | Turquie     | 4  | 0      | 0      | 4     |
| 2     | Russie      | 2  | 1      | 5      | 8     |
| 3     | Suède       | 1  | 1      | 0      | 2     |
| 4     | Portugal    | 1  | 0      | 0      | 1     |
| 5     | Croatie     | 0  | 2      | 3      | 5     |
| 6     | Serbie      | 0  | 1      | 1      | 2     |
| 7     | Arménie     | 0  | 1      | 0      | 1     |
| 7     | Azerbaïdjan | 0  | 1      | 0      | 1     |
| 7     | Moldavie    | 0  | 1      | 0      | 1     |
| 10    | Pologne     | 0  | 0      | 2      | 2     |
| 11    | Chypre      | 0  | 0      | 1      | 1     |
| 11    | France      | 0  | 0      | 1      | 1     |
| 11    | Italie      | 0  | 0      | 1      | 1     |
| 11    | Norvège     | 0  | 0      | 1      | 1     |
| 11    | Ukraine     | 0  | 0      | 1      | 1     |
| Total | Total       | 8  | 8      | 16     | 32    |